# Maureen Guy
Maureen Guy (* 10. Juli 1932 in Penclawdd, Wales; † 14. Februar 2015 in Haverfordwest, Pembrokeshire, Wales) war eine britische Opernsängerin in der Stimmlage Mezzosopran.

## Leben
Ruth Maureen Guy wurde in einem kleinen Dorf in Wales westlich von Swansea als jüngstes von sechs Kindern eines walisischen Bergarbeiters geboren. Sie wuchs mit Kirchenmusik, die in der nahegelegenen Bethel Chapel zur Aufführung gebracht wurde, auf. Sie besuchte die Schule im Nachbarort Gowerton. Im Alter von 18 Jahren gewann sie ein Stipendium der Grafschaft Glamorgan, mit dem sie in London Musik studieren konnte. Sie besuchte die Guildhall School of Music and Drama. 1955 war sie Finalistin bei den Kathleen Ferrier Awards. Ihr Debüt als Opernsängerin gab sie an der Sadler’s Wells Opera in London als Dryade in Ariadne auf Naxos. 1957 gab sie ein Recital in der Londoner Wigmore Hall, wo sie Arien von Georg Friedrich Händel und Gaetano Donizetti sang. Sie erhielt hierfür hervorragende Kritiken, in denen vor allem die technische Sicherheit ihres Kontra-Alts hervorgehoben wurde.
In den frühen 1960er Jahren war Maureen Guy regelmäßig als Konzertsolistin in London zu hören. Sie trat u. a. mit den London Mozart Players unter Harry Blech und dem Philharmonia Orchestra London unter Otto Klemperer auf. Außerdem sang sie an der Sadler’s Wells Opera die Olga in Eugen Onegin. Sie bekam durchgehend positive Kritiken, obwohl sie häufig zunächst auf der Opernbühne nur Nebenrollen sang.
1963 wurde sie als sog. „Erste Mezzosopranistin“ an das Royal Opera House Covent Garden verpflichtet. Sie trat dort u. a. in Hans Hotters Inszenierung von Richard Wagners Götterdämmerung auf, als Floßhilde neben Rita Hunter und Birgit Nilsson unter der musikalischen Leitung von Sir Georg Solti, außerdem als Maddalena in Rigoletto unter Sir Edward Downes (neben Peter Glossop in der Titelrolle) und als Suzuki in Madama Butterfly.
Bei der Investitur von Prinz Charles als Prince of Wales auf Caernarfon Castle sang sie am 1. Juli 1969 bei einem Festkonzert mit dem BBC Welsh Orchestra, in dem insgesamt 15 walisische Künstler auftraten, an der Seite von Geraint Evans, Gwyneth Jones und Margaret Price. 1972 wurde sie für drei Spielzeiten Ensemblemitglied der Oper Frankfurt. 1977 sang sie an der Welsh National Opera die alte Gräfin in der Oper Pique Dame unter dem Dirigenten David Lloyd-Jones.
Guy trat an Opernhäusern in Frankreich, Spanien und Portugal auf; sie sang in Budapest, Israel, Neuseeland und unternahm eine Konzerttournee durch Australien. 1970 war sie die Alt-Solistin in einer Aufführung von Beethovens 9. Sinfonie in Jerusalem, mit dem Israel Philharmonic Orchestra und dem Dirigenten Zubin Mehta. 1971 sang sie anlässlich des 80. Geburtstages von Igor Strawinsky unter der Leitung des Komponisten die Iokaste in einer Aufführung von dessen Oper Oedipus Rex im Theater des Herodes Atticus in Athen.
In den 1960er und 1970er Jahren trat sie außerdem mehrfach bei den Proms-Konzerten auf. Sie sang 1963 im Proms-Konzert anlässlich des 150. Geburtstages von Richard Wagner unter der musikalischen Leitung von Sir Georg Solti, 1968 im Gedenkkonzert für Sir Malcolm Sargent unter Leitung von Colin Davis bei der sog. „First Night of the Proms“ und 1976 die Alt-Partie bei der alljährlichen Aufführung von Ludwig van Beethovens 9. Sinfonie.
Nach Beendigung ihrer Gesangskarriere war Guy bis 1998 als Gesangsprofessorin am Welsh College of Music and Drama tätig; danach erteilte sie bis wenige Wochen vor ihrem Tod privaten Gesangsunterricht.
Guy war mit dem britischen Tenor John Mitchinson (* 1932) verheiratet. Die Ehe wurde am 8. Mai 1958 in der Kirche von Guys Heimatort Penclawdd in  Glamorganshire geschlossen. Aus der Ehe gingen zwei Söhne hervor. Guy und Mitchinson hatten sich bei einer Aufführung von Elijah in Wales kennengelernt.

## Repertoire
Guy sang auf der Opernbühne schwerpunktmäßig die dramatischen Partien für Mezzosopran und Alt. Zu ihren Rollen gehörten u. a. die Titelpartie in Orfeo ed Euridice, Azucena in Il trovatore, Prinzessin Eboli in Don Carlos, Amneris in Aida, Adriano in Rienzi, Fricka und Erda in Der Ring des Nibelungen, Dalila in Samson et Dalila und, als Charakterpartie, Mrs. Sedley in Peter Grimes.

## Tondokumente
Es liegen nur wenige kommerzielle, offizielle Tondokumente von Maureen Guy vor. 1963 sang sie in Wien in Sir Georg Soltis legendärer Decca-Einspielung von Wagners Der Ring des Nibelungen die Rolle der Floßhilde in der Götterdämmerung. Die Rolle der Maddalena in Rigoletto ist in einer Privataufnahme aus der Sadler’s Wells Opera sowie in einem Rigoletto-Querschnitt bei HMV erhalten. In einer Live-Aufnahme von 1961 aus der Covent Garden Oper London sang sie unter der musikalischen Leitung von Sir Georg Solti die Partie der Grimgerde in Die Walküre.
In einem Konzert-Livemitschnitt der BBC von 1978 singt Guy Arien aus Opern von Christoph Willibald Gluck, Camille Saint-Saëns und Giuseppe Verdi.